# Conophorus auratus
Conophorus auratus är en tvåvingeart som beskrevs av Priddy 1954. Conophorus auratus ingår i släktet Conophorus och familjen svävflugor. Inga underarter finns listade i Catalogue of Life.